# Dytiki Mani
Dytiki Mani (in greco Δυτική Μάνη?) è un comune della Grecia situato nella periferia del Peloponneso (unità periferica della Messenia) con 6.658 abitanti secondo i dati del censimento 2001
Il comune è stato costituito a seguito della riforma amministrativa detta Programma Callicrate in vigore dal gennaio 2011 che ha abolito le prefetture e accorpato numerosi comuni. Storicamente fu parte della regione a lungo autonoma, della Maina